# Museu Cantini
El Museu Cantini (en francès: Musée Cantini) és un museu francès fundat el 1936 i amb seu a Marsella que recull en les seves sales art modern i contemporani i des de 1968 realitza exposicions de fotografia.

## Edifici
Es troba instal·lat en un edifici construït el 1694 per la Compagnie du Cap Nègrei especialitzada en la pesca del corall a les costes nord de Tunísia, i en el comerç de llana i cuir. Davant les dificultats financeres d'aquesta companyia, l'edifici va ser venut el 1709 a Dominique de Montgrand avantpassat de Jean-Baptiste de Montgrand, alcalde Marsella entre 1813 i 1830, després de tenir altres propietaris va ser comprat per Jules Cantini el 1888 i donat a la ciutat de Marsella el 1916 a fi que es construís un museu que es va obrir al públic el 1936.

## Col·leccions
El museu alberga una de les més grans col·leccions públiques franceses del període comprès entre 1900 i 1960, incloent obres del fovisme amb autors com Charles Camoin i Othon Friesz; o del puntillisme com Paul Signac; o dels inicis del cubisme amb obres de Raoul Dufy, Albert Gleizes, Jacques Villon, Amédée Ozenfant i Henri Laurens; o de l'abstracció geomètrica amb obres de Vassili Kandinski, Frantisek Kupka, Jean Helion, Alberto Magnelli i Julio González; o de l'expressionisme com Oskar Kokoschka; o del dadaisme com Francis Picabia.

## Marsella i el surrealisme
Molts membres del grup surrealista es van trobar a Marsella entre 1940 i 1941 en el moment del seu exili.
- Max Ernst, Monument aux oiseaux, 1927
- Jacques Hérold, Les Têtes, 1939
- André Masson, Antille, 1943, Le Terrier, 1946
- Jean Arp, Genèse, 1944
- Joseph Cornell, Flat sand box, vers 1950
- Roberto Matta, Contra vosotros asesinos de palomas, 1950
- Wifredo Lam
- Francis Picabia
- Victor Brauner

### Artistes posteriors
- Pablo Picasso, Tête de femme souriante, 1943
- Fernand Léger, Nature morte au couteau, 1945
- Nicolas de Staël, Harmonie rouge, bleue et noire, 1951
- Alberto Giacometti, Portrait de Diego, 1957
- Roland Bierge, Nature morte à la Théière brune, 1957
- Balthus, Nature morte à la lampe, 1958, Le Baigneur, 1960
- Jean Dubuffet,Vénus du trottoir, 1946, Brouette en surplomb I, 1964
- Francis Bacon, Autoportrait, 1976
- Jean-Charles Blais, s.t, huile sur bois et collage, 1986
- Antonin Artaud
- Antoni Tàpies
- Maria Helena Vieira da Silva

### Dibuixos
La seva col·lecció de dibuixos inclou obres de André Derain, Pierre Bonnard, André Masson, Francis Picabia, Mark Rothko, Pablo Picasso, Edward Hopper, Victor Brauner i Jean Dubuffet entre d'altres.